# Neastymachus japonicus
Neastymachus japonicus är en stekelart som först beskrevs av Tachikawa 1970.  Neastymachus japonicus ingår i släktet Neastymachus och familjen sköldlussteklar. Inga underarter finns listade i Catalogue of Life.